# بطاقة الهوية للمقيمين (الصين الشعبية)

نموذج من بطاقة الهوية الصينية للمواطن/المواطنة

بطاقة الهوية للمقيمين (بالصينية: 中华人民共和国居民身份证) ، هي التسمية الرسمية لـجمهورية الصين الشعبية ، هي بطاقة الشخصية للتعريف بهوية المواطن الصيني وتاريخ ولادته ورقمه، حسب قانون الأمن الصيني.

## تاريخ

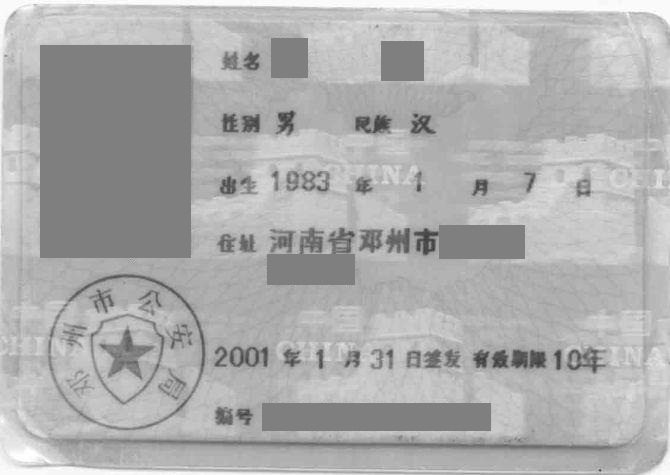
بطاقة الهوية للمواطن الصيني في أول ظهورها.

ظهر لأول مرة في الصين البطاقة الحديثة لتعريف المواطن الصيني بتاريخ 6 أبريل سنة 1984م.

## معرفة المصطلحات باللغات المحلية
| العربية                                | حروف صينية مبسطة (ROM: بينيين)       | الصينية بالأحرف اللاتينية | اللغة التبتية (ROM: نقحرة ويلي ‏)                        | الأبجدية المنغولية                                                                      | أويغورية (ROM: ULY)                     | لغة نوسو (ROM: Yi pinyin)                       | الكورية (ROM: ماكون-رايشور ‏)              |
| -------------------------------------- | ------------------------------------ | ------------------------- | ------------------------------------------------------- | --------------------------------------------------------------------------------------- | --------------------------------------- | ----------------------------------------------- | ----------------------------------------- |
| الاسم                                  | 姓名 (xìngmíng)                      | SINGQMINGZ                | རུས་མིང་། (rus ming)                                      | ᠣᠪᠣᠭ ᠨᠡᠷ᠎ᠡ (oboɣ ner-e)                                                                  | نامى (nami)                             | ꑫꂓ (xyt hmi)                                  | 이름 (irŭm)                               |
| الجنس                                  | 性别 (xìngbié)                       | SINGQBIED                 | ཕོ་མོ། (pho mo)                                           | ᠴᠢᠨᠠᠷ ᠤᠨ ᠢᠯᠭᠠᠯ (činar-un ilɣal)                                                         | جىنسى (jinsi)                           | ꌺꅪ (sse hni)                                  | 성별 (sŏngbyŏl)                           |
| العرق/الإثنية                          | 民族 (mínzú)                         | MINZCUZ                   | མི་རིགས། (mi rigs)                                        | ᠦᠨᠳᠦᠰᠦᠲᠡᠨ (ündüsüten)                                                                   | مىللىتى (milliti)                       | ꊿꋅ (co cux)                                   | 민족 (minjok)                             |
| تاريخ الميلاد                          | 出生 (chūshēng)                      | SENG                      | སྐྱེས་དུས། (skyes dus)                                      | ᠲᠥᠷᠥᠭᠰᠡᠨ ᠡᠳᠦᠷ (törögsen edür)                                                           | تۇغۇلغان (tughulghan)                   | ꒆꄮ (yur te)                                   | 출생 (ch'ulsaeng)                         |
| اليوم والشهر و السنة                   | 年月日 (nián yuè rì)                 | NIENZ NYIED HAUH          | ལོའི་ཟླ་ ཚེ་ས་ ཉིན། (lo'i zla, tshe sa, nyin)                | ᠣᠨ ᠰᠠᠷ᠎ᠠ ᠡᠳᠦᠷ (on, sar-a, edür)                                                          | يىل ئاي كۈن (yil, ay, kün)              | ꈎ ꆪ ꑍ (kut, hlep, nyit)                      | 년 월 일 (nyŏn, wŏl, il)                  |
| الإقامة (السكن حسب المحافظة)           | 住址 (zhùzhǐ)                        | DIEGYOUQ                  | སྡོད་གནས། (sdod gnas)                                     | ᠰᠠᠭᠤᠭ᠎ᠠ ᠭᠠᠵᠠᠷ (saɣuɣ-a ɣaǰar)                                                            | ئادرېسى (adrési)                        | ꀀꅉ (it dde)                                   | 주소 (chuso)                              |
| رقم الهوية للمقيم "رقم الهوية للمواطن" | 公民身份号码 (gōngmín shēnfèn hàomǎ) | GUNGHMINZ SINHFWN HAUMAJ  | སྤྱི་དམངས་ཐོབ་ཐང་ཨང་རྟགས། (spyi dmangs thob thang ang rtags) | ᠢᠷᠭᠡᠨ ᠦ ᠪᠡᠶ᠎ᠡ ᠵᠢᠨ ᠦᠨᠡᠮᠯᠡᠯ ᠦᠨ ᠨᠣᠮᠧᠷ (irgen-ü bey-e ǰin ünemlel-ün nomɛr)                  | كىملىك نومۇرى (kimlik nomuri)           | ꇬꂱꇭꀧꊫꌐꀕꂷ (go mip gop bo zyp sat sat ma) | 공민신분증번호 (kongmin sinbunjŭng pŏnho) |
| السلطة المشرفة على إصدار الهوية        | 签发机关 (qiānfā jīguān)             | CIEMFAT GIHGVANH          | མཆན་སྤྲོད་ལས་ཁུངས། (mchan sprod las khungs)                 | ᠭᠠᠷ ᠤᠨ ᠦᠰᠦᠭ ᠵᠢᠷᠤᠴᠤ ᠣᠯᠭᠣᠨ ᠥᠭᠬᠦᠭᠰᠡᠨ ᠪᠡᠢᠭᠣᠯᠭ᠎ᠠ (ɣar-u üsüg ǰiruču olɣon ögxügsen beigölɣ-a) | تارقاتقان ئورگان (tarqatqan organ)      | ꇭꀧꊫꌐꃑꅉ (gop bo zyp sat fat dde)           | 발급기관 (palgŭp kikwan)                  |
| صلاحية البطاقة                         | 有效期限 (yǒuxiào qīxiàn)            | MIZYAUQ GEIZHANH          | ནུས་ཐོན་ངུས་ཙོད། (nus thon ngus tsod)                       | ᠬᠦᠴᠦᠨ ᠪᠦᠬᠦᠢ ᠬᠤᠭᠤᠴᠠᠭ᠎ᠠ (xüčün büxüi xüɣüčaɣ-a)                                            | كۈچكە ئىگە مۇددىتى (küchke ige mudditi) | ꌬꉆꄮꈉ (ssi hxit te kop)                      | 유효기한 (yuhyo kihan)                    |

## رقم بطاقة الهوية
في تاريخ 1 أكتوبر 1999م، وبرغم كثرة عدد السكان، قرر الحكومة الصينية لحكومات المحافظة اجراءات جديدة لاحتواء الأرقام لكثرة عدد الصينيين لديها، ويعرف برقم الهوية الصينية (بالصينية: 中华人民共和国公民身份号码) ، وتتكون من الكود رقم 18 (بالإنجليزية: 18-digit code).
| 1           | 1           | 0           | 1           | 0           | 2           | Y                 | Y                 | Y                 | Y                 | M                 | M                 | D                 | D                 | 8                   | 8                   | 8                   | X            |
| رقم العنوان | رقم العنوان | رقم العنوان | رقم العنوان | رقم العنوان | رقم العنوان | رقم تاريخ الميلاد | رقم تاريخ الميلاد | رقم تاريخ الميلاد | رقم تاريخ الميلاد | رقم تاريخ الميلاد | رقم تاريخ الميلاد | رقم تاريخ الميلاد | رقم تاريخ الميلاد | رمز الخدمة النظامية | رمز الخدمة النظامية | رمز الخدمة النظامية | رقم الاختبار |

## وصلات خارجية
- (بالصينية) PRC Identity Card law نسخة محفوظة 27 سبتمبر 2007 على موقع واي باك مشين.
- (بالصينية) Identity law issues – XINHUA
- (بالصينية) History of identification
- (بالصينية) Concerns regarding second-generation cards
- (بالصينية) Mobile phones, identity cards and individual positioning

‌